# Honnu-hole
Honnu-hole o Suvarnavati, les dues formes volen dir "Riu Daurat", és un riu de l'Índia, afluent del Cauvery, que neix a les muntanyes de Coimbatore a Tamil Nadu i corre cap a Karnataka desaiguant al Cauvery a l'altre costat de Talakad. El seu curs era de 80 km. Hi havia construïdes algunes rescloses incloent algunes temporals per quan duia poca aigua. Petits canals regaven també àrees properes. Abastia algunes grans cisternes com la de Ramasamudra prop de Chamrajnagar.